# Jackson Heights (band)
Jackson Heights was een Britse band rondom bassist en zanger Lee Jackson. De groepsnaam was een idee van de manager van Charisma Records, die zinspeelde op een naam gelijk aan de New Yorkse wijk Jackson Heights.

## Geschiedenis
Jackson richtte Jackson Heights op nadat The Nice uit elkaar was gevallen door het vertrek van Keith Emerson naar Emerson, Lake & Palmer. Het is dan 1969/1970. Jackson wilde ook niet meer weggestopt worden in de niche progressieve rock, maar meer akoestische muziek maken. Al snel kwam het eerste studioalbum King Progress via Charisma Records (ook het platenlabel van The Nice) uit, maar ook direct ontstonden personeelsproblemen. De band viel voor korte tijd uit elkaar totdat Jackson met John McBurnie en Brian Chatton een nieuwe Jackson Heights startte. Chatton was toen al enigszins bekend; hij had met Jon Anderson gespeeld bij Warriors en met Phil Collins in Flaming Youth. Het trio sloot zich aan bij Vertigo Records en bracht nog drie albums uit, waarvan geen erg succesvol. In 1973 sneuvelde Jackson Heights. Jackson ging verder met Brian Davison (ook uit de Nice) en toetsenvirtuoos Patrick Moraz in de progressieve rockband Refugee die ook een kort leven kende, Moraz vertrok naar Yes. Godfrey Salmon, gast op viool op het laatste album van Jackson Heights was later als orkestleider betrokken bij de herstart van Emerson, Lake & Palmer met album Works volume one en de daarbij behorende toer. Charlie Harcourt vertrok naar Lindisfarne, met als thuisplaats Newcastle upon Tyne, de geboorteplaats van Jackson.
Tijdens de tournee in 1971 trad Jackson Heights op in zowel de Rotterdamse De Doelen als het Amsterdamse Concertgebouw; er was een gezamenlijke tournee met Van der Graaf Generator en Every Which Way. Ook in 1972 en 1973 deed de band Nederland aan. In 1972 stonden ze nog in Paradiso; in 1973 waren er optredens in minder bekende concertzalen.
Onder gastmusici op de albums bevonden zich Michael Giles en Ian Wallace van King Crimson.

## Leden
- Lee Jackson – basgitaar, gitaar, percussie, harp en zang
- Charlie Harcourt - gitaar, toetsinstrumenten, zang (alleen eerste album)
- Tommy Sloane – drumstel, percussie (alleen eerste album)
- Mario Enrique Covarrubias Tapia - basgitaar, Spaanse gitaar, zang (alleen eerste album)
- Brian Chatton – toetsinstrumenten, zang (laatste drie albums)
- John McBurnie – akoestische gitaar, toetsinstrumenten, percussie, zang (laatste drie albums)

## Discografie

### Albums
Onderstaande albums zijn diverse keren heruitgegeven:
- 1970: King Progress (Charisma); gestoken in een platenhoes van Hipgnosis
- 1972: The Fifth Avenue Bus (Vertigo)
- 1972: Ragamuffins fool (Vertigo)
- 1973: Bump 'n' grind (Vertigo)

### Singles
- 1970: Doubting Thomas/Insomnia (Charisma)
- 1970: King Progress/Mister Screw (Motors Records)
- 1972: Maureen/Ragamuffins fool (Vertigo)
- 1972: Maureen/ Long time dying (Vertigo)
- 1973: Spaghetti sunshine / Public romance (Vertigo)